# گیبون (اورگن)
گیبون (به انگلیسی: Gibbon) یک منطقهٔ مسکونی در ایالات متحده آمریکا است که در اورگن واقع شده‌است. گیبون ۵۳۶٫۱۵ متر بالاتر از سطح دریا واقع شده‌است.